# سبايرو: هجوم وحيدي القرن
سبايرو: هجوم وحيدي القرن (بالإنجليزية: Spyro: Attack of the Rhynocs)‏ لعبة فيديو من سلسلة سبايرو تعتبر ثالث إصدار للعبة سبايرو على جهاز الجيم بوي أدفانس اصدرت اللعبة في 2003 في أمريكا الشمالية وأوروبا ولم تصدر اللعبة في اليابان.